# Lluís Bel i Díaz
Lluís Bel i Díaz (1933) és un físic català. Es llicencià en física a la Universitat de Barcelona, i el 1958 va presentar diversos treballs sobre la radiació gravitacional, com "Sur la radiation gravitationelle" (1958) i "Introduction d'un tenseur du quatrième ordre" (1959). El 1960 es doctorà en física a la Universitat de París amb la tesi La radiation gravitationelle sota la direcció d'André Lichnerowicz i esdevindrà una autoritat reconeguda en relativitat general i gravitacional, alhora que establí el nou tensor de Bel-Robinson.
Ha fet aportacions en el terreny de la relativitat sobre radiació gravitacional, solucions de les equacions de camp, teoria cinètica de la cosmologia i mecànica relativista predictiva. Encara que sobre aquests temes va treballar a França, sobre radiació gravitacional va exposar a Espanya un resum de la seva teoria en 1965 i va impartir un curs sobre mecànica relativista predictiva el 1976 a la Universitat Autònoma de Barcelona. El 1969 va publicar Kinetic theory of Cosmology on va plantejar estudiar l'evolució de les galàxies considerant-les com a partícules en el marc de la teoria cinètica.
Entre 1971 i 1973 fou membre del Departament de Física Teórica de la Universitat Autònoma de Madrid i juntament amb Enrique Álvarez va presentar un treball al The Astrophysical Journal sobres les dades observacionals del quàsar 3C-279 observat el 1971. El 1974 va desenvolupar una teoria basada en Sistemes Predictius Invariants pel Grup de Poincaré en el marc de la teoria de pertorbacions de primer ordre, mentre que el 1979 estudiaria els púlsars. El 1983 va rebre la medalla Narcís Monturiol.